# Dalbergia sissoo
Dalbergia sissoo (Дальбергія сіссу) — вид дводольних роздільнопелюсткових рослин з роду дальбергія родини бобові. Інші назви «шішам», «північноіндійське рожеве дерево», «північний палісандр».

## Опис
Здатна досягати висоти у 25—30 м. Стовбур циліндричний, очищений від сучків до висоти 10 м, максимальний діаметр становить 2—3 м, в середньому 1 м. Квітки забарвлені від білуватого до рожевого кольору, запашні, майже сидячі, до 1,5 см завдовжки, суцвіття щільні — 5—10 см завдовжки. Боби довгасті, пласкі, тонкі, 4—8 см завдовжки і 1 см завширшки, мають і світло-коричневий колір. Вони містять 1—5 пласких бобоподібнине насіння 8—10 мм завдовжки. У цієї дальбергії довгий стрижневий корінь і численні поверхневі корені. Молоді пагони опушені і опущені додолу. Кора має товщину до 2,5 см, забарвлення — від світло-коричневого до темно-сірого. Великі верхні гілки утворюють розлогу корону.
Заболонь бліда коричнево-біла. Забарвлення ядра коливається від золотаво-коричневого до темно-коричневого з рясно-коричневими рисками. Деревина подібна до деревини індійського рожевого дерева, але позбавлена властивого йому запаху і зазвичай з менш однорідною і великою текстурою, більш великими судинами і широкими серцевинними променями. Волокна плутано-завилькуваті, зчеплені в вузькі, прямі лінії. Щільність деревини в сухому стані близько 830 кг/м³.

## Екологія
Зустрічається у дикому вигляді у передгір'ях на висоті від 900 до 1300 м над рівнем моря на ґрунтах від піску до гравію, добре переносить засоленні ґрунти. Воліє до сонячних місць, не переносить затінку. Найоптимальніші температури складають 10—40°С. Здатне витримувати середньорічну кількість опадів у 2000 мм та посуху протягом 3—4 місяців.
Вирощується на плантаціях зі зрошенням. Із зменшенням експорту деревини індійської (широколистяної) дальбергії, в Індії та Бангладеш зайнялися плантаційним вирощування Dalbergia sissoo. Розмноження відбувається найчастіше кореневими пагонами, а також насінням. Насіння витримують у воді протягом 48 годин перед посівом і проростає протягом 1—3 тижнів.

## Використання
З нього виробляється цінна деревина, що отримала назву північний палісандр, що відзначається значною стійкістю. Деревина сохне повільно до незначного погіршення якості. Найкращі результати отримували після попереднього, за 1,5 року до рубки, підсушування дерев на корені методом кільцювання. Камерна сушка підвищує якість деревини завдяки посиленню кольорового контрасту між світлішими і темними смугами.
Легко піддається ручної і машинної обробці, дає якісну поверхню. Добре обточується на токарних верстатах, задовільно склеюється і полірується, успішно лущиться на шпон. З деревини цієї дальбергії виробляють меблі високої якості, панельне облицювання, маломірні судна, фанеру. Здатність до гнуття обумовлює також використання її для виробництва стільців та колісного обода.

## Поширення
Розповсюджено в Південній Азії: Пакистані, Індії, Бангладеш. Частково культивується в Афганістані (тут називається «шева») на сході Ірану (відоме як «джаг»).